# Union sportive de Ben Guerdane
Maillots
Actualités
L'Union sportive de Ben Guerdane (arabe : الاتحاد الرياضي ببنقردان), plus couramment abrégé en US Ben Guerdane ou USBG, est un club tunisien de football fondé le 1er mars 1936 et basé dans la ville de Ben Gardane (aussi orthographiée Ben Guerdane).
Il joue au stade du 7-Mars qui a une capacité de 10 000 places.
Il réussit à accéder pour la première fois de son histoire en Ligue I lors de la saison 2015 avec le président Jlidi El Orf. Le club est présidé en 2016 par Mehdi Dbouba avec lequel l'équipe a pris une nouvelle dimension tant sur le plan national que continental.

## Histoire
C’est en 1936 qu’un groupe de jeunes de la région crée le club avec à leur tête Mohamed Gbonteni. Sa présidence effective est assurée par Khélifa Ben Sassi Bettaïeb mais l’interventionnisme des autorités coloniales et l’obligation de se déplacer à Sfax pour disputer la plupart des rencontres — les clubs de cette région constituaient la majorité des clubs du district Sud — condamnent le club à se contenter de matchs locaux et non officiels.
Ce n’est qu’avec l’indépendance que le club s’engage officiellement. Toutefois, pendant de nombreuses années, il se contente d’un rôle discret en division 3 Sud-Est. Citons parmi les anciens joueurs, la formation de 1968 : Ali Hajji, Mabrouk Chendoul, Amor Fitouri, Mohamed Gharbi, Belgacem Ajil, Saïd Bagbag, Miloud Gbonteni, Ammar Challouf, Saïd Atri, Jilani Achour et Habib Gabsi. Le club est souvent entraîné par d’anciens joueurs à l’instar de Mohamed Ben Khadher, Nouri Ben Sassi, etc.
En 1964, il remporte le championnat de sa division mais échoue aux barrages nationaux. Le premier tournant dans la vie du club se situe en 1987 lorsque l'on commence à faire appel à des entraîneurs chevronnés et à renforcer l’équipe ; le second se situe en 1994 lorsque Béchir Magouri accède à la présidence et instaure le professionnalisme, conduisant à un décollage humain et matériel du club. Puis, malgré la chute vertigineuse de 1999 qui le renvoie en cinquième division, le club retrouve sa verve et finit par accéder en Ligue I.
En 2018, et pour la première fois, l'équipe participe à la coupe de la confédération après avoir atteint la finale de la coupe de Tunisie. Au premier tour, elle bat Al Hilal Juba (forfait 3-0) avant d'être éliminée au deuxième tour par le CARA Brazzaville (3-1 et 0-3).
En 2019, et pour la  deuxième fois, l'équipe participe à la coupe de la confédération après avoir atteint la 4e place du championnat de Tunisie. Au premier tour, elle bat l'Amarat United FC (es) (5-1 et 0-0) avant d'être éliminée au deuxième tour par le Bandari FC (2-1 et 0-2).
En 2021, et pour la troisième fois, l'équipe participe à la coupe de la confédération après avoir atteint la 3e place du championnat de Tunisie. Au premier tour, elle bat l'AS Police (3-1 et 0-1) avant d'être éliminée au deuxième tour par la RS Berkane (0-1 et 0-4).

## Palmarès
L'Union sportive de Ben Guerdane détient sept titres au total.
| National |
| - Coupe de Tunisie (0) : - Finaliste : 2016-2017 - Championnat de Ligue II (1) - Champion : 2014-2015 - Championnat de Ligue III (2) - Champion : 1963-1964, 2007-2008 - Vice-champion : 1994-1995 - Championnat de Ligue IV (2) - Champion : 1987-1988, 2006-2007 - Vice-champion : 1999-2000 - Championnat de Ligue V Sud-Est (1) - Champion : 2002-2003 - Vice-champion : 2001-2002 - Coupe de la Ligue amateur Promosport (1) - Vainqueur : 2006-2007 |

## Parcours
| Saison    | Division                                         | Président                                           | Entraîneur                                                                             | Classement                             | Buteurs                                                   |
| 1956-1987 | de troisième division Sud-Est                    |                                                     |                                                                                        |                                        |                                                           |
| 1987-1988 | de deuxième division Sud (de quatrième division) |                                                     | Michel Soukodrov                                                                       | Champion, monte                        |                                                           |
| 1988-1989 | D1 Sud (de troisième division)                   |                                                     | Fethi Grissiâa                                                                         | 9e                                     |                                                           |
| 1989-1990 | D1 Sud (de troisième division)                   |                                                     | Rachid Daoud, Meftah Chendoul puis Slaheddine Sebti                                    | 10e                                    |                                                           |
| 1990-1991 | D1 Sud (de troisième division)                   |                                                     | Michel Soukodrov puis Fethi Grissiâa                                                   | 9e                                     |                                                           |
| 1991-1992 | D1 Sud (de troisième division)                   |                                                     | Habib Trabelsi                                                                         | 9e                                     |                                                           |
| 1992-1993 | D1 Sud (de troisième division)                   |                                                     | Mohamed Henchiri, Hamadi Guetat puis Thamer Koskossi                                   | 9e                                     |                                                           |
| 1993-1994 | D1 Sud (de troisième division)                   |                                                     | Thamer Koskossi puis Béchir Hajri                                                      | 9e                                     |                                                           |
| 1994-1995 | D1 Sud (de troisième division)                   | Béchir Magouri                                      | Naceur Nefzi puis Nizar Khanfir                                                        | Vice-champion, monte                   |                                                           |
| 1995-1996 | D Honneur Sud (Ligue II)                         | Béchir Magouri                                      | Fethi Grissiâa, Kamel Boughzala puis Nizar Khanfir                                     | 10e                                    | Karim Lakhnech (6), Néjib Brigui (6)                      |
| 1996-1997 | D Honneur Sud (Ligue II)                         | Abdessalem Hamrouni                                 | Ali Chabbouh puis Hédi Kouni                                                           | 6e                                     | Néjib Brigui (6), Mabrouk Gharbi (5), Imed Berrebab (5)   |
| 1997-1998 | D Honneur Sud (Ligue II)                         | Hamza Zaghdoud                                      | Stefanovic Dietscha, Mohamed Hédi Gharbi puis Kamel Boughzala                          | 9e                                     | Alpha Boutone (9), Naceur Barka (5)                       |
| 1998-1999 | D Honneur Sud (Ligue II)                         | Mohamed Chafroud                                    | Fethi Grissiâa, Lotfi Sebti, Hédi Kouni puis Fethi Grissiâa                            | 14e, rétrograde                        | Omar Malik (9), Béchir Yaâcoubi (3)                       |
| 1999-2000 | D Honneur Sud (de quatrième division)            | Mohamed Chafroud                                    | Fakher Trigui puis Abderraouf Merzougui                                                | Vice-champion                          |                                                           |
| 2000-2001 | D Honneur Sud (de quatrième division)            | Mongi Abâab                                         | Ali Nabli, Mohamed Sraïeb, Abderraouf Merzougui puis Fethi Grissiâa                    | 12e, rétrograde en cinquième division  |                                                           |
| 2001-2002 | de cinquième division Sud-Est                    | Taïeb Chellouf                                      | Fethi Grissiâa                                                                         | Vice-champion                          |                                                           |
| 2002-2003 | de cinquième division Sud-Est                    | Wadie Jary                                          | Slaheddine Sebti                                                                       | Champion, monte                        |                                                           |
| 2003-2004 | D Honneur Sud (de quatrième division)            | Wadie Jary                                          | Lotfi Sebti puis Abderraouf Merzougui                                                  | 4e                                     |                                                           |
| 2004-2005 | D Honneur Sud (de quatrième division)            | Wadie Jary                                          | Slaheddine Sebti, Mohamed Néji puis Fakher Trigui                                      | 3e                                     |                                                           |
| 2005-2006 | D Honneur Sud (de quatrième division)            | Wadie Jary                                          | Mustapha Louhichi puis Lotfi Sebti                                                     | 3e                                     |                                                           |
| 2006-2007 | D Honneur Sud (de quatrième division)            | Mohamed Ben Nasr Jari                               | Abdelkrim Néji                                                                         | Champion, monte                        |                                                           |
| 2007-2008 | Nationale « C »                                  | Mohamed Ben Nasr Jari                               | Lotfi Sebti puis Abderraouf Marzougui                                                  | Champion, monte en Ligue II            |                                                           |
| 2008-2009 | Ligue II                                         | Mohamed Ben Nasr Jari                               | Faouzi Rouissi, Slaheddine Sebti puis Lotfi Sebti                                      | 11e                                    | Hassen Harbaoui (7), Slim Bacha (3)                       |
| 2009-2010 | Ligue II                                         | Mohamed Ben Nasr Jari                               | Lotfi Sebti puis Hakim Aoun                                                            | 9e                                     | Mohamed Aloui (6), Hassen Harbaoui (5), Farhat Ksiksi (4) |
| 2010-2011 | Ligue II                                         | Mohamed Chafroud, Sami Ouederni puis Mongi Lassoued | Fethi Hadj Ismaïl, Mohamed Azaïez, Hakim Aoun puis Lassâad Chafroud                    | 14e                                    | Abdelmoneim Chibani (4)                                   |
| 2011-2012 | Ligue II                                         | Abdessalem Raggued                                  | Adel Latreche, Abdellatif Zemzem, Hmaid Romdhana puis Ezzedine Khemila                 | 3e                                     | Farhat Ksiksi (10), Slah Krir (4), Achraf Aissaoui (4)    |
| 2012-2013 | Ligue II                                         | Abdessalem Raggued                                  | Ezzedine Khemila, Abdelkader Ben Hassen, Lotfi Sebti, Hakim Aoun puis Ezzedine Khemila | 5e du play-off                         | Moussa Baba (7), Hédi Berrekhis (4), Mohamed Aloui (4)    |
| 2013-2014 | Ligue II                                         | Jameleddine Dhifallah                               | Ahmed Labiodh, Lassaâd Maâmar (en) puis Abdallah Slimani                               | 4e du play-off                         | Hédi Berrekhis (15), Chaker Reguaï (7)                    |
| 2014-2015 | Ligue II                                         | Jelidi El Orf                                       | Lotfi Sebti                                                                            | Champion du play-off, monte en Ligue I | Mohamed Amine Dhiab (10), Riadh Hetioueche (8)            |
| 2015-2016 | Ligue I                                          | Jelidi El Orf                                       | Sofiene Hidoussi puis Chokri Khatoui                                                   | 11e                                    | Ismael Mbang (3), Chehab Zoghlami (3)                     |
| 2016-2017 | Ligue I                                          | Mehdi Dbouba                                        | Chokri Khatoui                                                                         | 6e                                     | Amine Abbes (3), Jilani Abdessalem (3)                    |
| 2017-2018 | Ligue I                                          | Mokhtar Mars puis Mongi Lassoued                    | Hakim Aoun, Sofiene Hidoussi puis Samir Sellimi                                        | 12e                                    | Lassaad Jaziri (9)                                        |
| 2018-2019 | Ligue I                                          | Mongi Lassoued                                      | Anis Boujelbene, Khaled Ben Sassi, Nidhal Khiari puis Chokri Khatoui                   | 4e                                     | Chiheb Zoghlami (4), Bahaeddine Sellami (4)               |
| 2019-2020 | Ligue I                                          | Mongi Lassoued                                      | Chokri Khatoui, Tarek Thabet, Nidhal Khiari puis Ramzi Jarmoud                         | 7e                                     | Ricardo Alves Pereira (6)                                 |
| 2020-2021 | Ligue I                                          | Mongi Lassoued                                      | Ramzi Jarmoud, Hassen Gabsi puis Kamel Zaiem                                           | 3e                                     | Mohamed Ben Tarcha (7)                                    |
| 2021-2022 | Ligue I                                          | Hichem Belgacem puis Rabii Louhichi                 | Ridha Jeddi, Kamel Zaiem, Hassen Gabsi, Aymen Chouat, Hakim Aoun puis Nidhal Khiari    | 6e                                     | Lassaad Jaziri (5)                                        |
| 2022-2023 | Ligue I                                          | Jlidi El Orf                                        | Chaker Meftah puis Nidhal Khiari                                                       | 5e                                     | Rafik Kamergi (14)                                        |
| 2023-2024 | Ligue I                                          | Jlidi El Orf                                        | Chiheb Ellili, Hakim Aoun, Ramzi Jarmoud puis Mohamed Ali Maalej                       | 12e                                    | Nassim Sioud (8)                                          |
| 2024-2025 | Ligue I                                          | Fathi Hellal                                        | Fakhreddine Galbi puis Mohamed Ali Maalej puis Jamel Khcharem puis Afouène Gharbi      |                                        |                                                           |

## Direction

### Fondateurs
- Khélifa Ben Sassi Bettaïeb (président)
- Mohamed Ksiksi (secretaire général)
- Mabrouk Ben Khedher (trésorier général)
- Béchir Magouri, Ali Berrich, Jilani Loghbenteni, Belgacem Fitouri et Ali Lemkecher (membres)

### Présidents
Plusieurs présidents différents se sont succédé à la tête de l'Union sportive de Ben Guerdane depuis sa fondation. À ce jour, tous étaient de nationalité tunisienne.
| Pays | Nom                                                 | Période   |
| ---- | --------------------------------------------------- | --------- |
|      | Béchir Magouri                                      | 1994-1996 |
|      | Abdessalem Hamrouni                                 | 1996-1997 |
|      | Hamza Zaghdoud                                      | 1997-1998 |
|      | Mohamed Chafroud                                    | 1998-2000 |
|      | Mongi Abâab                                         | 2000-2001 |
|      | Taïeb Chellouf                                      | 2001-2002 |
|      | Wadie Jary                                          | 2002-2006 |
|      | Mohamed Ben Nasr Jarii                              | 2006-2010 |
|      | Mohamed Chafroud, Sami Ouederni puis Mongi Lassoued | 2010-2011 |
|      | Abdessalem Raggued                                  | 2011-2013 |
|      | Jameleddine Dhifallah                               | 2013-2014 |
|      | Jelidi El Orf                                       | 2014-2016 |
|      | Mehdi Dbouba                                        | 2016-2017 |
|      | Mokhtar Mars puis Mongi Lassoued                    | 2017-2018 |
|      | Mongi Lassoued                                      | 2018-2021 |
|      | Hichem Belgacem puis Rabii Louhichi                 | 2021-2022 |
|      | Jlidi El Orf                                        | 2022-2024 |
|      | Fathi Hellal                                        | 2024-     |

### Bureau directeur
| Nom                                                           | Fonction       |
| Fathi Hellal                                                  | Président      |
| Mongi Abaab                                                   | Vice-président |
| Farah Selmi, Lassaad Dhifallah, Mohamed Bedhiaf et Ahmed Ajil | Membres        |

### Entraîneurs
| Pays | Nom                                                                 | Période   |
| ---- | ------------------------------------------------------------------- | --------- |
|      | Michel Soukodrov                                                    | 1987-1988 |
|      | Fethi Grissiâa                                                      | 1988-1989 |
|      | Rachid Daoud, Meftah Chendoul puis Slaheddine Sebti                 | 1989-1990 |
|      | Michel Soukodrov puis Fethi Grissiâa                                | 1990-1991 |
|      | Habib Trabelsi                                                      | 1991-1992 |
|      | Mohamed Henchiri, Hamadi Guetat puis Thamer Koskossi                | 1992-1993 |
|      | Thamer Koskossi puis Béchir Hajri                                   | 1993-1994 |
|      | Naceur Nefzi puis Nizar Khanfir                                     | 1994-1995 |
|      | Fethi Grissiâa, Kamel Boughzala puis Nizar Khanfir                  | 1995-1996 |
|      | Ali Chabbouh puis Hédi Kouni                                        | 1996-1997 |
| -    | Stefanovic Dietscha, Mohamed Hédi Gharbi puis Kamel Boughzala       | 1997-1998 |
|      | Fethi Grissiâa, Lotfi Sebti, Hédi Kouni puis Fethi Grissiâa         | 1998-1999 |
|      | Fakher Trigui puis Abderraouf Merzougui                             | 1999-2000 |
|      | Ali Nabli, Mohamed Sraïeb, Abderraouf Merzougui puis Fethi Grissiâa | 2000-2001 |
|      | Fethi Grissiâa                                                      | 2001-2002 |
|      | Slaheddine Sebti                                                    | 2002-2003 |
|      | Lotfi Sebti puis Abderraouf Merzougui                               | 2003-2004 |
|      | Slaheddine Sebti, Mohamed Naji puis Fakher Trigui                   | 2004-2005 |
|      | Mustapha Louhichi puis Lotfi Sebti                                  | 2005-2006 |
|      | Abdelkrim Néji                                                      | 2006-2007 |

| Pays | Nom                                                                                    | Période   |
| ---- | -------------------------------------------------------------------------------------- | --------- |
|      | Lotfi Sebti puis Abderraouf Marzougui                                                  | 2007-2008 |
|      | Faouzi Rouissi, Slaheddine Sebti puis Lotfi Sebti                                      | 2008-2009 |
|      | Lotfi Sebti puis Hakim Aoun                                                            | 2009-2010 |
|      | Fethi Hadj Ismaïl, Mohamed Azaïez, Hakim Aoun puis Lassâad Chafroud                    | 2010-2011 |
|      | Adel Latreche, Abdellatif Zemzem, Hmaid Romdhana puis Ezzedine Khemila                 | 2011-2012 |
|      | Ezzedine Khemila, Abdelkader Ben Hassen, Lotfi Sebti, Hakim Aoun puis Ezzedine Khemila | 2012-2013 |
|      | Ahmed Labiodh, Lassaâd Maâmar (en) puis Abdallah Slimani                               | 2013-2014 |
|      | Lotfi Sebti                                                                            | 2014-2015 |
|      | Sofiene Hidoussi puis Chokri Khatoui                                                   | 2015-2016 |
|      | Chokri Khatoui                                                                         | 2016-2017 |
|      | Hakim Aoun, Sofiene Hidoussi puis Samir Sellimi                                        | 2017-2018 |
|      | Anis Boujelbene, Khaled Ben Sassi, Nidhal Khiari puis Chokri Khatoui                   | 2018-2019 |
|      | Chokri Khatoui puis Tarek Thabet                                                       | 2019-2020 |
|      | Tarek Thabet, Nidhal Khiari, Ramzi Jarmoud, Hassen Gabsi puis Kamel Zaiem              | 2020-2021 |
|      | Ridha Jeddi, Kamel Zaiem, Hassen Gabsi, Aymen Chouat, Hakim Aoun puis Nidhal Khiari    | 2021-2022 |
|      | Chaker Meftah puis Nidhal Khiari                                                       | 2022-2023 |
|      | Chiheb Ellili                                                                          | 2023      |
|      | Hakim Aoun                                                                             | 2023      |
|      | Ramzi Jarmoud                                                                          | 2023-2024 |
|      | Mohamed Ali Maalej puis Fakhreddine Galbi puis Mohamed Ali Maalej puis Jamel Khcharem  | 2024-     |

### Staff technique et médical
| Pays | Nom              | Fonction                | Équipe               |
| ---- | ---------------- | ----------------------- | -------------------- |
|      | Afouène Gharbi   | Entraîneur              | Seniors              |
|      | Youssef Ghribi   | Entraîneur adjoint      | Seniors              |
|      | Ali Gammoudi     | Entraîneur des gardiens | Seniors              |
|      | Lotfi Rjili      | Préparateur physique    | Seniors              |
|      | Afif Lamloum     | Préparateur physique    | Seniors              |
|      | Amara Lamloum    | Médecin                 | Seniors              |
|      | Yacine Chouat    | Infirmier               | Seniors              |
|      | Tawfik Jelliti   | Kinésithérapeute        | Seniors              |
|      | Zied Labiedh     | Kinésithérapeute        | Seniors              |
|      | Walid Mahdhi     | Entraîneur              | Espoirs              |
|      | Afif Lamloum     | Préparateur physique    | Espoirs              |
|      | Aymen Sghaier    | Entraîneur              | Juniors              |
|      | Hamza Haddad     | Entraîneur              | Cadets A             |
|      | Mohamed Fdhil    | Entraîneur              | Cadets B             |
|      | Lassaad Lachiheb | Entraîneur              | Minime A             |
|      | Houssem Najeh    | Entraîneur              | Minime B             |
|      | Saber Meftahi    | Entraîneur des gardiens | Catégories de jeunes |

## Effectif

### Anciens joueurs
Depuis sa création, plusieurs joueurs ont marqué l'histoire de l'Union sportive de Ben Guerdane :
- Mohamed Gbonteni
- Ali Hajjaji
- Mabrouk Chendoul
- Amor Fitouri
- Mohamed Gharbi
- Belgacem Ajili
- Saïd Bagbag
- Miloud Gbonteni
- Ammar Chellouf
- Saïd Atri
- Jilani Achour
- Habib Gabsi
- Lassaad Chafroud
- Mohamed Naji

## Stades
L'Union sportive de Ben Guerdane a longtemps joué ses matchs à domicile, au stade municipal de Ben Gardane puis au stade du 7-Mars doté de 10 000 places.

## Couleurs et maillot
Le club utilise un maillot jaune et noir, rayé verticalement ; les couleurs du short sont également le noir et le jaune.
Maillots utilisés à domicile par l'Union sportive de Ben Guerdane
| Maillot actuel |